# دیلن مارتین
دیلن مارتین (به انگلیسی: Dylan Martin؛ زاده ۱۲ ژانویهٔ ۱۹۹۸) بازیکن هاکی روی چمن اهل استرالیا است.